# Logica vetus

Dans l'histoire de la logique, le terme de logica vetus (vieille logique) désigne, au Moyen Âge, les principaux ouvrages classiques disponibles en logique avant 1225-1250 :
1. Catégories et De l'interprétation de l'Organon d'Aristote, dans la traduction de Boèce (510-512)
2. Isagogè de Porphyre (vers 268), dans la traduction de Boèce (508)
3. Boèce est le traducteur de ces trois premiers traités (du grec au latin). Certains ouvrages de Boèce furent parfois comptés parmi les classiques de la logica vetus : De topicis differentiis (522), De divisione, De syllogismis categoricis (vers 515) et De syllogismis hypotheticis (517).
4. Le Liber sex principiorum, commentaire anonyme sur la dernière partie des Catégories, (longtemps attribué à Gilbert de la Porrée), y est souvent rattaché.
5. On ajoute aussi les Topiques de Cicéron (44 av. J.-C.).

Le terme de logica vetus est utilisé à partir du XIIe siècle, par opposition à la logica nova ; cette fois l'ensemble comprend les six livres de lOrganon d'Aristote (Catégories, De l'interprétation, Premiers Analytiques, Seconds Analytiques, Topiques, et Réfutations sophistiques). On utilise alors la traduction latine des Seconds Analytiques par Jacques de Venise (vers 1125-1150).

### Sources
- Albertus Magnus. Liber sex principiorum. Auf handschriftlicher Grundlage mit Einleitung, herausgegeben von P. Benno Sulzbacher. Dissertation
- Aristote, Organon, trad. Jules Tricot, Vrin.
- Cicéron, Les topiques.
- Porphyre, Isagoge. Texte grec de Porphyre, traduction latine de Boèce, traduction française de Jules Tricot (1947), introduction d'Alain de Libera, Paris, Vrin, 1995.

### Études
- Bruno Bachimont, Cours Logique : Histoire et formalismes, UTC, Compiègne, 2000.
- Robert Blanché, La logique et son histoire, Colin, 1970.
- Johannes Clauberg, Logica vetus et nova, Amsterdam, 1654.